# Nicholas Boykin
Nicholas Allen Boykin (ur. 1999) – amerykański zapaśnik walczący w stylu klasycznym. Brązowy medalista mistrzostw panamerykańskich w 2022 roku. Zawodnik Ohio State University.